# Spodnji Porčič
Spodnji Porčič este o localitate din comuna Lenart, Slovenia, cu o populație de 126 de locuitori.